# Dialakorodji
Dialakorodji es una localidad y comuna del círculo de Kati, región de Kulikoró, Malí. Su población era de 45.740 habitantes en 2009.